# Games Convention

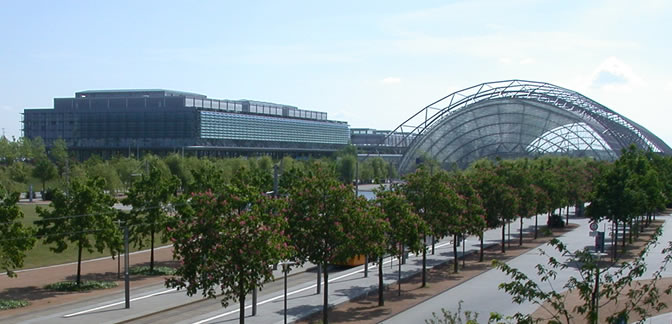
Hala Targów Lipskich

Games Convention – coroczne targi branży komputerowej rozrywki, odbywające się pod koniec sierpnia każdego roku w Lipsku. Około 3 miliony odwiedzających, 2600 przedstawicielami mediów i 368 wystawcami z 25 krajów w 2006, targi te są obecnie największymi na świecie, zaraz po Tokyo Game Show. W przeciwieństwie do E3 targi GC są otwarte również dla zwykłych graczy.

## Koniec Games Convention
Z rokiem 2008 odbyły się ostatnie targi Games Convention. Powodów odwołania imprezy w dotychczasowej formie jest wiele, jeden z nich podaje prezes BUI Olaf Wolters; „Hotele w Lipsku i okolicy są każdorazowo przepełnione, zarówno wystawcom jak i gościom imprezy ciężko jest znaleźć miejsce noclegowe z powodu niewystarczającej bazy hotelowej. Inny problem to brak lotniczych połączeń międzynarodowych do tego regionu”. Od teraz Games Convention z Lipska zmieni nazwę na Games Convention Online. Jest to okrojona, zubożona wersja targów skupiona wokół tematu gier sieciowych, gierek na telefony komórkowe i tytułów przeglądarkowych.
Następcą Games Convention są targi gamescom odbywające się od 2009 w Kolonii.

## Statystyki
| Rok  | Odwiedzający | Wystawcy | Dziennikarze | Powierzchnia |
| ---- | ------------ | -------- | ------------ | ------------ |
| 2002 | 80.000       | 166      | 750          | 30 000 m²    |
| 2003 | 92.000       | 207      | 1.300        | 42 000 m²    |
| 2004 | 105.000      | 258      | 1.700        | 55 000 m²    |
| 2005 | 134.000      | 280      | 2.000        | 80 000 m²    |
| 2006 | 183.000      | 374      | 2.400        | 90 000 m²    |
| 2007 | 185.000      | 503      | 3.300        | 112 500 m²   |
| 2008 | 203.000      | 547      | 3.800        | 115 000 m²   |